# Släggkastning för herrar i friidrott vid olympiska sommarspelen 2000
Släggkastning för herrar vid olympiska sommarspelen 2000 i Sydney avgjordes 23-24 september. 

## Medaljörer
| Gren          | Guld                    | Guld    | Silver                 | Silver  | Brons                    | Brons   |
| Släggkastning | Szymon Ziółkowski Polen | 80.02 m | Nicola Vizzoni Italien | 79.64 m | Igor Astapkovitj Belarus | 79.17 m |

## Resultat
- Q innebär avancemang utifrån placering i heatet.
- q innebär avancemang utifrån total placering.
- DNS innebär att personen inte startade.
- DNF innebär att personen inte fullföljde.
- DQ innebär diskvalificering.
- NR innebär nationellt rekord.
- OR innebär olympiskt rekord.
- WR innebär världsrekord.
- PB innebär personligt rekord.
- SB innebär säsongsbästa.

### Kval

#### Grupp A
| Placering | Totalt | Idrottare                | Försök | Försök | Försök | Längd   | Noteringar |
| Placering | Totalt | Idrottare                | 1      | 2      | 3      | Längd   | Noteringar |
| --------- | ------ | ------------------------ | ------ | ------ | ------ | ------- | ---------- |
| 1         | 2      | Andrej Skvaruk (UKR)     | 79.55  | —      | —      | 79,55 m | Q          |
| 2         | 3      | Koji Murofushi (JPN)     | 78.49  | —      | —      | 78,49 m | Q          |
| 3         | 4      | Szymon Ziółkowski (POL)  | 77.81  | —      | —      | 77,81 m | Q          |
| 4         | 5      | Nicola Vizzoni (ITA)     | 75.31  | 77.56  | —      | 77.56 m | Q          |
| 5         | 6      | Tibor Gécsek (HUN)       | 75.97  | X      | 77.33  | 77.33 m | q          |
| 6         | 8      | Ilja Konovalov (RUS)     | 77.07  | 76.93  | 74.29  | 77.07 m | q          |
| 7         | 10     | Ivan Tichon (BLR)        | 76.43  | 76.90  | X      | 76.90 m | q          |
| 8         | 11     | Vladimír Maška (CZE)     | X      | 76.70  | 75.62  | 76.70 m | q          |
| 9         | 18     | Pavel Sedláček (CZE)     | 74.66  | 72.71  | 75.33  | 75.33 m |            |
| 10        | 19     | Gilles Dupray (FRA)      | X      | 74.71  | 75.05  | 75.05 m |            |
| 11        | 20     | Oleksandr Krikun (UKR)   | 74.83  | 72.49  | 74.17  | 74.83 m |            |
| 12        | 25     | Zsolt Németh (HUN)       | 73.95  | X      | X      | 73.95 m |            |
| 13        | 28     | Stuart Rendell (AUS)     | 67.67  | 72.78  | X      | 72.78 m |            |
| 14        | 29     | András Haklits (CRO)     | X      | X      | 72.66  | 72.66 m |            |
| 15        | 31     | Karsten Kobs (GER)       | 72.29  | X      | 71.65  | 72.29 m |            |
| 16        | 35     | Markus Esser (GER)       | X      | 69.51  | X      | 69.51 m |            |
| 17        | 36     | Kevin McMahon (USA)      | 69.48  | 65.97  | X      | 69.48 m |            |
| 18        | 37     | Vitor Costa (POR)        | 67.07  | 68.79  | 68.89  | 68.89 m |            |
| 19        | 40     | Roman Rozna (MDA)        | X      | 68.01  | 62.46  | 68.01 m |            |
| 20        | 41     | Paddy McGrath (IRL)      | 67.00  | 64.09  | 64.35  | 67.00 m |            |
| 21        | 42     | Vitalij Chojatelev (UZB) | 60.55  | 64.53  | 65.04  | 65.04 m |            |
| 22        | 43     | Viktor Ustinov (UZB)     | X      | 60.60  | X      | 60.60 m |            |

#### Grupp B
| Placering | Totalt | Idrottare                      | Försök | Försök | Försök | Längd   | Noteringar |
| Placering | Totalt | Idrottare                      | 1      | 2      | 3      | Längd   | Noteringar |
| --------- | ------ | ------------------------------ | ------ | ------ | ------ | ------- | ---------- |
| 1         | 1      | Igor Astapkovitj (BLR)         | 79.81  | —      | —      | 79,81 m | Q          |
| 2         | 7      | David Chaussinand (FRA)        | 77.12  | X      | X      | 77,12 m | q          |
| 3         | 9      | Loris Paoluzzi (ITA)           | X      | 73.63  | 76.91  | 76,91 m | q          |
| 4         | 12     | Alexandros Papadimitriou (GRE) | 76.61  | 74.77  | X      | 76.61 m | q          |
| 5         | 13     | Maciej Pałyszko (POL)          | 76.33  | X      | 70.11  | 76.33 m |            |
| 6         | 14     | Vladislav Piskunov (UKR)       | 75.95  | 76.00  | 76.08  | 76.08 m |            |
| 7         | 15     | Andrej Abduvaljev (UZB)        | X      | 75.64  | 74.19  | 75.64 m |            |
| 8         | 16     | Lance Deal (USA)               | 73.84  | 75.61  | 73.93  | 75.61 m |            |
| 9         | 17     | Adrián Annus (HUN)             | 74.01  | 75.41  | X      | 75.41 m |            |
| 10        | 21     | Vasilij Sidorenko (RUS)        | 74.72  | 73.97  | X      | 74.72 m |            |
| 11        | 22     | Aleksej Zagornji (RUS)         | 70.58  | 74.00  | 74.63  | 74.63 m |            |
| 12        | 23     | Christophe Épalle (FRA)        | 70.46  | 72.70  | 74.22  | 74.22 m |            |
| 13        | 24     | Hristos Polihroniou (GRE)      | X      | X      | 74.02  | 74.02 m |            |
| 14        | 26     | Heinz Weis (GER)               | 73.51  | 73.19  | X      | 73.51 m |            |
| 15        | 27     | Juan Ignacio Cerra (ARG)       | X      | 72.86  | X      | 72.86 m |            |
| 16        | 30     | Libor Charfreitag (SVK)        | 71.10  | 72.52  | X      | 72.52 m |            |
| 17        | 32     | Miloslav Konopka (SVK)         | 70.55  | X      | X      | 70.55 m |            |
| 18        | 33     | Jan Bielecki (DEN)             | 68.56  | 70.46  | X      | 70.46 m |            |
| 19        | 34     | Olli-Pekka Karjalainen (FIN)   | 69.64  | X      | X      | 69.64 m |            |
| 20        | 38     | Primož Kozmus (SLO)            | 68.83  | X      | 67.02  | 68.83 m |            |
| 21        | 39     | Jud Logan (USA)                | 68.42  | 68.05  | X      | 68.42 m |            |
|           |        | Nikolaj Davidov (KGZ)          | X      | X      | X      | NM      |            |

### Final
| Placering | Idrottare                      | Försök | Försök | Försök | Försök | Försök | Försök | Längd   | Rekord |
| Placering | Idrottare                      | 1      | 2      | 3      | 4      | 5      | 6      | Längd   | Rekord |
| --------- | ------------------------------ | ------ | ------ | ------ | ------ | ------ | ------ | ------- | ------ |
| 1         | Szymon Ziółkowski (POL)        | 74,89  | 79,87  | X      | 80,02  | 78,68  | 78,32  | 80,02 m |        |
| 2         | Nicola Vizzoni (ITA)           | 76.35  | 76.57  | 79.64  | 76.07  | 76.99  | X      | 79.84 m | PB     |
| 3         | Igor Astapkovitj (BLR)         | 74.98  | X      | 77.08  | X      | 79.17  | 79.06  | 79.17 m |        |
| 4         | Ivan Tichon (BLR)              | 78.85  | 78.11  | 79.17  | X      | 75.93  | X      | 79.17 m |        |
| 5         | Ilja Konovalov (RUS)           | 78.56  | 78.12  | X      | X      | 72.78  | X      | 78.56 m |        |
| 6         | Loris Paoluzzi (ITA)           | 78.18  | X      | X      | X      | 76.19  | X      | 78.18 m |        |
| 7         | Tibor Gécsek (HUN)             | 75.25  | 76.99  | 77.70  | 75.81  | 77.06  | 76.82  | 77.70 m |        |
| 8         | Vladimír Maška (CZE)           | 77.32  | 75.37  | 76.39  | 73.86  | X      | 75.52  | 77.32 m |        |
|           |                                |        |        |        |        |        |        |         |        |
| 9         | Koji Murofushi (JPN)           | X      | 76.24  | 76.60  |        |        |        | 76.60 m |        |
| 10        | Andrej Skvaruk (UKR)           | 71.60  | 75.50  | X      |        |        |        | 75.50 m |        |
| 11        | David Chaussinand (FRA)        | 74.74  | X      | 75.26  |        |        |        | 75.26 m |        |
| 12        | Alexandros Papadimitriou (GRE) | X      | 73.30  | X      |        |        |        | 73.30 m |        |